# Navcam

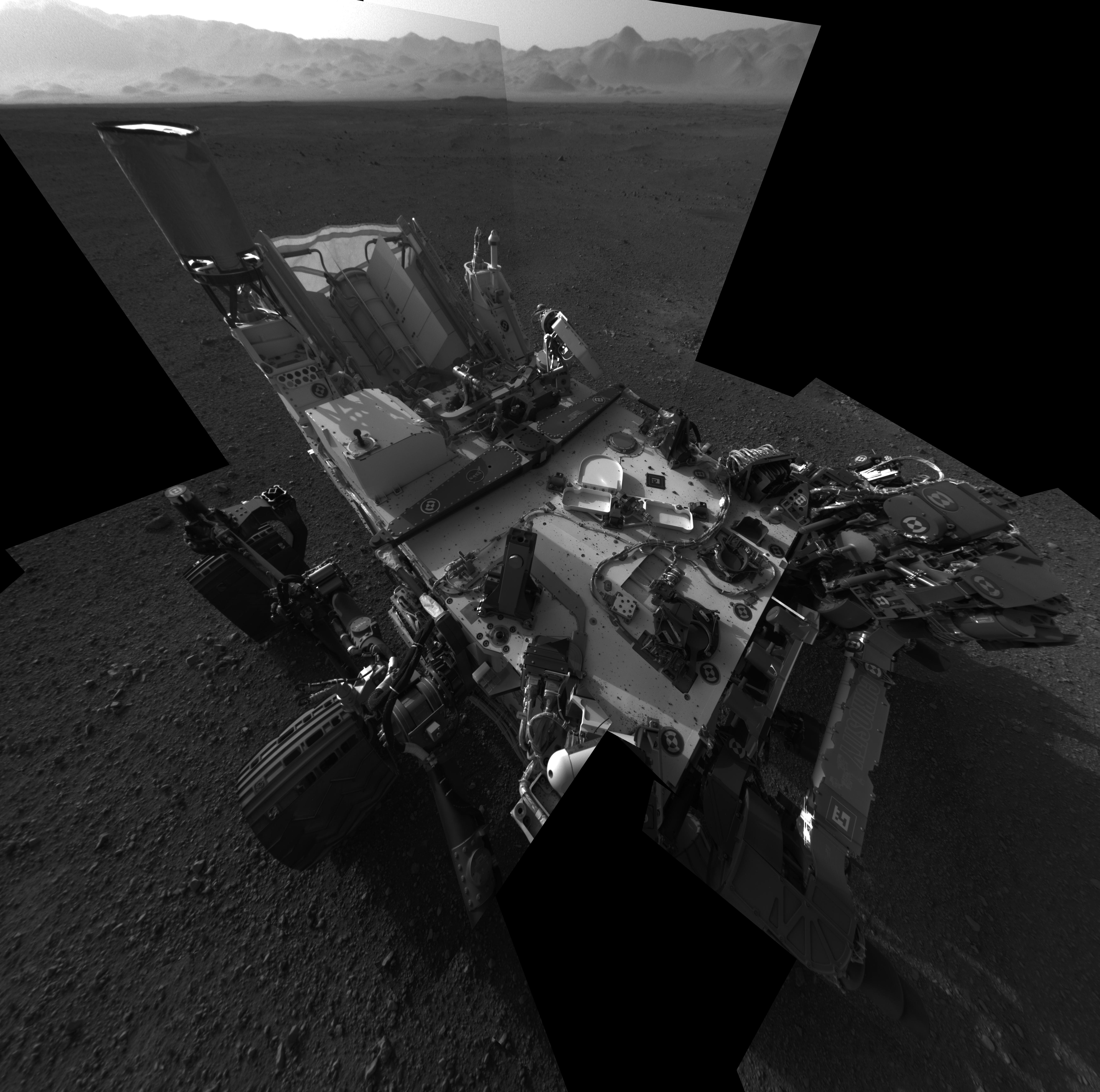
Autoretrat del Curiosity mostra la coberta del rover tal com es veu des de les NavCams

Navcam, abreviatura de càmera de navegació, és un tipus de càmera que es troba en determinats rover o vehicles espacials robòtics utilitzats per a la navegació sense interferir en els instruments científics. Les càmeres de navegació solen fer fotografies gran angular que s’utilitzen per planificar els propers moviments del vehicle o el seguiment d’objectes.
El rover Mars Curiosity té dos parells de càmeres de navegació en blanc i negre muntades al pal per donar suport a la navegació terrestre. Les càmeres tenen un angle de visió de 45 graus i utilitzen llum visible per capturar imatges 3D estereoscòpiques. Aquestes càmeres, com les de les missions Mars Pathfinder, admeten l’ús del format de compressió d’imatges ICER .
La sonda espacial Rosetta de l'Agència Espacial Europea utilitza una càmera única amb un camp de visió de 5 graus i una resolució de 12 bits de 1024x1024px que permet un seguiment visual en cadascuna de les naus espacials que s'aproximen als asteroides i finalment al cometa.